# خشم بهموت: پیدایش
خشم بَهَموت: پیدایش (ژاپنی: 神撃のバハムート GENESIS هپبورن: Shingeki no Bahamut Genesis) یک مجموعه تلویزیونی انیمه ژاپنی از استودیوی ماپا و به کارگردانی کئیچی ساتو می‌باشد که براساس بازی جمع‌آوری کارت «خشم بهموت» ساخته شده است. پخش این سری به تعداد ۱۲ قسمت از ۶ اکتبر ۲۰۱۴ تا ۲۹ دسامبر ۲۰۱۴ ادامه داشت. در ۶ مه ۲۰۱۵، کارمندان مجموعه خشم بهموت: پیدایش خبری مبنی بر ساخت فصل دوم را منتشر کردند. فصل دوم با عنوان خشم بهموت: ورجین سول (به ژاپنی: 神撃のバハムート VIRGIN SOUL Shingeki no Bahamut: Virgin Soul) به تعداد ۲۴ قسمت است که از ۷ آوریل تا ۲۹ سپتامبر ۲۰۱۷ پخش شد.
یک مجموعه تلویزیونی اسپین‌آف نیز تحت عنوان دوستان ماناریا، از ژانویه تا مارس ۲۰۱۹ به نمایش درآمد.

## داستان
میستارسیا یک دنیای جادویی است که در آن ایزدان، شیاطین و انسان‌ها در کنار یکدیگر زندگی می‌کنند. درگذشته اژدهای بالدار سیاه و نقره‌ای به نام بهموت، جهان را به نابودی تهدید کرد اما انسان‌ها، ایزدان و شیاطین اختلافات خود را کنار گذاشتند تا با او مبارزه کرده و آن را مهر و موم کنند. کلید مربوط به این مهر و موم به دو قسمت تقسیم شد، نصف آن به ایزدان داده شد و نصف دیگر به شیاطین تا دیگر این دو تکه هیچ‌وقت به یکدیگر نرسند و بهموت هرگز آزاد نشود. اکنون با گذشت دوهزار سال، جهان در صلح و آرامش به سر می‌برد تا اینکه در یکی از روزها دختری نیمه کلید را از ایزدان ربود…

## شخصیت‌های اصلی
- فاوارو لئونه (به ژاپنی: ファバロ・レオーネ Fabaro Reōne) مردی جوان با موهایی نارنجی رنگ به سبک افرو که یک شکارچی بود و فقط برای هیجان، زنان و مشروبات الکلی زندگی می‌کرد. او هیچ نگرانی برای آینده خود نداشت و در لحظه زندگی می‌کرد. دروغگویی، تقلب و دیگر کارهای غیرقانونی برای او اهمیتی نداشتند، به هر حال اگر او دستگیر نمی‌شد هیچ مجازاتی هم در کار نبود.
- کایزار لیدفالد (به ژاپنی: カイザル・リドファルド Kaizaru Ridofarudo) جوانی خوش سیما از خانواده‌ای اشرافی که سابقاً یک شوالیه بود، اما از زمان به یک شکارچی شیاطین تبدیل شد. او همچنین دوست قدیمی خود فاوارو را تعقیب می‌کرد و او را عامل وضعیت فعلی اسفناک خود می‌دانست. تنها یار باوفای او اسبش بود.
- آمیرا (به ژاپنی: アーミラ Āmira) یک شیطان تک بال در ظاهر دختری جوان که به منظور دیدن مادرش قصد رفتن به سرزمین هل‌هایم را دارد. او متهم به سرقت نیمه کلید از ایزدان است و در این بین به‌طور یکسان توسط انسان‌ها، شیاطین و ایزدان تحت تعقیب است. او به‌طور اتفاقی با فاوارو برخورد می‌کند و طی قراردادی فاوارو قول می‌دهد او را به هل‌هایم ببرد. او توسط شیطانی به نام بلزبوث در شکل مادرش نیکول که یک فرشته به‌شمار می‌رفت خلق شده بود، و بدین سبب او به ترکیبی از فرشته و شیطان تبدیل شده بود.
- ریتا (به ژاپنی: リタ Rita) دختری با ظاهر کودکانه که ساحرهٔ مردگان متحرک به‌شمار می‌رفت و جاودانه بود. ابتدا در شهری متروک، با خیال‌پردازی‌های دوران کودکی خود که مدت‌ها پیش آن‌ها را از دست داده بود زندگی می‌کرد و همچنین اجساد دوستان و خانواده‌اش اسبابی برای بازی بی‌پایان او به‌شمار می‌رفتند تا اینکه با کایزار ملاقات کرد.